# SINGER 7
『SINGER 7』(シンガー・セブン)は演歌歌手、島津亜矢のカバー・アルバム。

## 解説
2010年より発売がなされたカバー・アルバム・シリーズの第7弾となり、前作『SINGER 6』より約1年半ぶりの発売となる。
これまでの『SINGER』シリーズでは、主に1970年代から1980年代に掛けての楽曲が中心を占めていたが、本作では2000年代から2010年代に掛けて発表された楽曲（一部は1990年代の楽曲も含まれる）が中心となっており、比較的新しい年代に発表された楽曲で構成されている。
本作は4月19日付のオリコン週間アルバムランキングにて7位を獲得しており、自身としては初のTOP10入りを果たしており、特にアルバムダウンロードにおいて本作が上位にランクインしており、こちらはオリコン週間デジタルアルバムランキング13位を獲得、CD売上、ダウンロード数を合算したBillboard JAPANにおいては14位と、演歌歌手としては異例となる高ランクインを果たした。
2010年に『Singer』を発売して以来、ホイットニー・ヒューストンの「I WILL ALWAYS LOVE YOU」、中島みゆきの「地上の星」を始めとした演歌以外の洋楽や邦楽と言った楽曲を変幻自在の歌声で披露する事が徐々に評判を呼び込んでいき、本作までに出荷された合計枚数は累計20万枚を突破、また、テレビ番組で『SINGER』シリーズに収録されたカバー曲を披露した影響で、オリジナルとなる楽曲が配信チャートが伸び、それらを収録したシリーズのCDチャートも上げていき、『SINGER 6』までのアルバム全てがTOP100にランクインするなどロングヒットを記録している。
また、TBS系列『本当のとこ教えてランキング』にて紹介された"プロのクラシック声楽家が選ぶ本当に歌が上手い日本人歌手最新ベスト50"においては島津が3位に選ばれ、同番組に出演、YOASOBIの『夜に駆ける』をプロの声楽家と共にコラボで披露したことが反響を呼び、出演直後にはTwitterのトレンドにおいて1位となり、この事が本作の上位ランクインにも貢献する形となった。

## 収録曲
編曲：田代修二（1,2,5,7,10,12,13）・杉山ユカリ（3,4,6,8,9,11,15）・紅林弥生（14）
1. THIS IS ME
作詞・作曲：ベンジ・パセク、ジャスティン・ポール
キアラ・セトルのカバー
2. Pretender
作詞・作曲：藤原聡
Official髭男dismのカバー
3. Hero
作詞・作曲：今井了介、SUNNY BOY
安室奈美恵のカバー
4. NO ONE
作詞・作曲：アリシア・キーズ、ケリー・ブラザーズ・ジュニア、ジョージ D ハリー
アリシア・キーズのカバー
5. ひまわりの約束
作詞・作曲：秦基博
秦基博のカバー
6. Story
作詞： AI
作曲：2SOUL
AIのカバー
7. 全力少年
作詞・作曲：スキマスイッチ
スキマスイッチのカバー
8. To Love You More
作詞・作曲：デイヴィッド・フォスター、ジュニア・マイルス
セリーヌ・ディオンのカバー
9. キセキ
作詞・作曲：GReeeeN
GReeeeNのカバー
10. Precious
作詞：野口圭
作曲：田中隼人
伊藤由奈のカバー
11. 歌うたいのバラッド
作詞・作曲：斉藤和義
斉藤和義のカバー
12. やさしい風が吹いたら
作詞・作曲：小田和正
小田和正のカバー
13. GLAMOROUS SKY
作詞：AI YAZAWA
作曲：HYDE
NANA starring MIKA NAKASHIMAのカバー
14. GIFT
作詞・作曲：桜井和寿
Mr.Childrenのカバー
15. 白日
作詞・作曲：常田大希
King Gnuのカバー